# اودا نوری‌نوبو
اودا نوری‌نوبو (به ژاپنی: 織田教信)، نام دیگر اودا جوشو (به ژاپنی: 織田常松); (زمان تولد و مرگ نامشخص) یک سامورایی در دوره موروماچی از اهالی ژاپن بود. نخستین شوگودای (معاون فرماندار) از خاندان ایواکورا اودا (ایسه نو کامی) بود که بر چهار بخش بالایی ولایت اُواری تسلط داشتند. در برخی از منابع اودا نوری‌نوبو  با اودا جوشو (به ژاپنی: 織田 常昌) (طرز نوشتن کانجی با اودا جوشو 織田常松 یکسان نیست ولی تلفظ همان است) یکسان دانسته شده‌است. وی پدر اودا نوری‌ناگا و احتمالاً برادر بزرگتر اودا جوچیکو (نسل وی بر چهار بخش پایینی ولایت اُواری تسلط داشت) بود. وی از طریق فوجیوارا نو توشی‌هیتو وابسته به خاندان فوجیوارا دانسته می‌شود. کانجی «نوری» (教) در نام کوچک وی از فرماندار ولایت اُواری و ششمین رهبر خاندان شیبا بنام شیبا یوشی‌نوری گرفته شده‌است.
در شجره‌نامه‌ای که در کتاب تاریخی شینچو کوکی برای اودا نوبوناگا تدوین شده، ادعا می‌شود که وی از نسل اودا جوشو است  و اودا جوشو نهمین نسل از تایرا نو چیکازانه ذکر شده‌است. بنابراین روایت پدر چیکازانه تایرا نو سوکه‌موری نام داشت. سوکه‌موری پس از شکست خاندان تایرا در نبرد دان نو اورا به همراه برادر کوچکترش هاراکیری کرد. بنا بر روایت‌ها همسر وی که در این زمان باردار بود پس از مرگ وی، پسری بنام تایرا نو چیکازانه/ اودا چیکازانه را در ولایت اومی، بخش تسودا، به دنیا آورده و خود در این ولایت ازدواج مجدد کرده‌است و پس از مدتی چیکازانه به نحوی به فرزندخواندگی کاهن یک معبد در ولایت اچیزن در آمده است.
اودا جوشو کاهن معبد تسوروگی/ معبد اودا در ولایت اچیزن (شمال استان فوکوئی کنونی) بود که به فرماندار (شوگو) این ولایت،  شیبا یوشی‌نوری نام دیگر «شیبا یوشی‌شیگه» خدمت می‌کرد. هنگامیکه شیبا یوشی‌شیگه به  سمت فرمانداری ولایت اواری منصوب شد، اودا جوشو را نیز به عنوان معاون فرماندار (شوگودای) انتخاب کرد و اودا جوشو به همراه خانواده خود به ولایت اُواری رفتند و در این ولایت ساکن شدند.